# Iglesia de Nuestra Señora de la Asunción (Aldea del Pinar)
La iglesia de Nuestra Señora de la Asunción es un inmueble de la localidad española de Aldea del Pinar, en la provincia de Burgos.

## Descripción
El edificio se encuentra en la localidad española de Aldea del Pinar, perteneciente a la provincia de Burgos, en la comunidad autónoma de Castilla y León. Se menciona como iglesia parroquial del lugar en el primer volumen del Diccionario geográfico-estadístico-histórico de España y sus posesiones de Ultramar de Pascual Madoz, donde aparece descrita con las siguientes palabras:

La igl. parr. titulada de Ntra. Sra. de la Asuncion, es, aunque pequeña, de bonita arquitectura; tiene capilla mayor de figura cuadrada, cubierta por una medianaranja, que sostienen cuatro columnas de órden dórico, y con igual número de estas las hermosas bóvedas del cuerpo de la igl.; cinco altares ant. con muchos relieves, molduras y columnas del mismo órden citado; en ellos hay imágenes de muy buena escultura, mereciendo particular mencion un S. Antonio de Pádua, cuyo hábito está perfectamente imitado: hay ademas otro altar de construccion moderna, con un magnífico cuadro al óleo, el cual representa en la parte inferior el purgatorio; en el centro, un hermoso S. Miguel y varios ángeles, figurando subir á la gloria, que se halla en su parte superior: está servida por un cura teniente de fija residencia, y un capellan, cuyo beneficio fundaron en el año 1687 los SS. Juan Llorente Gonzalo y Catalina Sanz.
(Madoz, 1845, p. 492)